# Feleches
Feleches és una parròquia del conceyu asturià de Siero. Té una població de 697 habitants (INE, 2008)

## Localització
Està situada a 7 km de La Pola Siero en direcció a Santander.
La parròquia està dividida per la carretera N-634 en dues parts, una al nord i una altra al sud.
El seu territori està separat de Lieres pel riu Nora, a més a més de comptar amb altres cursos fluvials com El Riucu i el Xelán.
Limita al nord amb la parròquia de Collao, al sud amb Trespando, a l'est amb Lieres i a l'oest amb Aramil. El poble de La Matuca està separat de la resta del poble per una línia de ferrocarril FEVE. Antigament es trobava a tocar del barri de Sanrriella que fou derruït per construir l'autovia E-70, que també obliga a canviar el curs del riu Nora.

## Pobles
| - El Camín - Los Corros - Novalín - La Cigüeta - La Cuesta - Felechín - La Mata - La Matuca - Moldano | - Nuste - La Quintana - Sanriella - La Secá - El Campu - El Cantón - La Casa Baxo - El Casiillu - La Casona | - La Casuca - El Cotayu - La Ferrería - El Fontán - El Mure - La Panerona - El Pedreru - El Picu - La Portellona | - El Portón - La Quintana les Macarenes - La Quintana la Secá - La Quintana'l Sol - La Quintana Tras - El Rebollón - El Serraeru - Valdoria - El Xelán |

## Església de Sant Tomàs
L'edifici ha sigut completament reconstruït en estil neogòtic. A l'interior s'observen voltes de nervis. De la primitiva fàbrica es conserva part del pòrtic on es pot veure alguns elements que poden considerar-se de l'estil gòtic flamíger. Són de destacar dos pinacles sobre els frontispici. Altres peces de noble talla són els capitells, fustes i bases.